# Order Korony (Iran)

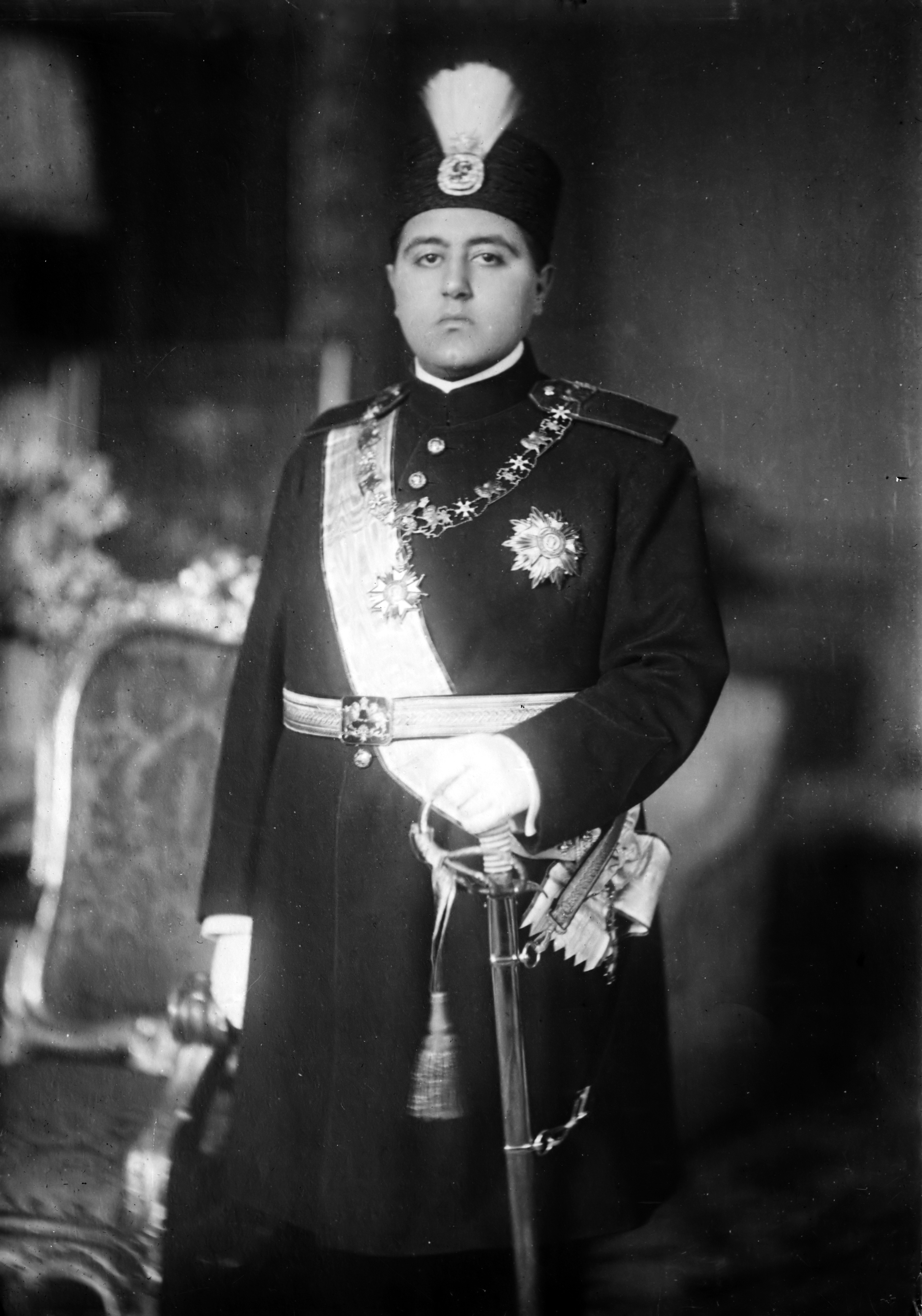
Ahmad Szah Kadżar udekorowany Wielkim Łańcuchem Orderu Korony

Order Korony Iranu (pers. ‏Nešān-e Tāj-e Īrān نشان تاج‎) – odznaczenie ustanowione w 1900 roku przez szacha perskiego Mozaffara ad-Dina z dynastii Kadżarów. Order został zreformowany w 1939 roku przez Rezę Szaha Pahlawiego, a zlikwidowany w 1979 roku przez rząd ajatollahów w wyniku irańskiej rewolucji islamskiej. Odznaczenie to było cywilnym odpowiednikiem wojskowego Orderu Zulfaghara.

## Historia i podział orderu
Order miał limitowaną liczbę nadań. Wygląd insygniów, sposób noszenia i podział na klasy nawiązywał od belgijskiego Orderu Korony:
- I klasa – Wielka Wstęga
- II klasa – Wielki Oficer
- III klasa – Komandor
- IV klasa – Oficer
- I klasa – Kawaler

Po obaleniu króla Ahmada Kadżara w 1925 roku order został zachowany przez nowego szacha Rezę, twórcę nowej dynastii Pahlawich. Utrzymał on podział i wygląd odznaczenia oraz ustanowił dodatkową, najważniejszą klasę specjalną w formie naszyjnika, którą nosił on sam podczas swojej koronacji:
- I klasa specjalna – Wielki Łańcuch (odznaka na łańcuchu powieszonym na ramionach, druga odznaka na wstędze w postaci szarfy i gwiazda),
- I klasa – Wielka Wstęga (odznaka na wstędze w postaci szarfy i gwiazda)
- II klasa – Wielki Oficer (odznaka na wstążce z rozetką przypinanej do lewej piersi i gwiazda)
- III klasa – Komandor (odznaka na wstążce wiązanej na szyi)
- IV klasa – Oficer (odznaka na wstążce z rozetką przypinanej do lewej piersi)
- V klasa – Kawaler (odznaka na wstążce przypinanej do lewej piersi)

15 lutego 1939 roku wprowadzono nowe zasady nadawania, zmieniono kolory wstęg i wstążek oraz możliwą liczbę nadań w kilku klasach:
- I klasa specjalna – przeznaczona dla szacha, nieograniczonej liczby zagranicznych głów państw oraz 10 Irańczyków wysokiej rangi w jednym czasie, takich jak premierzy i byli premierzy, którzy otrzymywali dożywotni tytuł ekscelencji (janāb) i prawo do państwowego pogrzebu
- I klasa – maksymalnie 50 odznaczonych w jednym czasie, przeznaczona do odznaczania najwyższych rangą dworzan oraz ludzi z otoczenia szacha, którym nie można było nadać Orderu Pahlawiego ze względu na zbyt niski stan społeczny
- II klasa – maksymalnie 150 odznaczonych w jednym czasie

## Wygląd
Odznaka (godło) miała kształt pięcioramiennego gwiaździstego krzyża, którego ramiona, mające wycięcia jak w ramionach krzyża Maltańskiego, pomalowane były na biało z zielonym krawędziami, a każde z nich zakończone było dwoma srebrnymi kuleczkami. Przestrzeń między ramionami wypełniały złote promienie. W środku krzyża znajdował się złoty dysk, wewnątrz którego umieszczono ilustrację złotej Korony Kiani na ciemnoniebieskim tle. Wizerunek ten otoczony był dwoma zielonymi liśćmi laurowymi połączonymi w dołu złotym węzłem. Na rewersie, w miejscu korony otoczonej dwoma gałęziami laurowymi widniejącej na awersie, umieszczono wizerunek słońca o ludzkiej twarzy na ciemnoniebieskim tle, otoczony wąskim, okrągłym, złotym obramowaniem. W górnej części odznaki znajdowała się niewielka złota klamerka połączona z zawieszką w kształcie dwóch zielonych wieńców, z których prawy ozdobiony był niewielkimi czerwonymi i różowymi kwiatkami. Zawieszkę łączyło ze wstęgą lub wstążką niewielkie złote kółeczko.
Gwiazda orderowa składała się z 40 różniących się długością złotych promieni: 10 długich, 20 średnich i 10 krótkich. Wewnątrz znajdowało się takie samo godło jak w odznace (z pięcioramiennym krzyżem gwiaździstym i kolorowymi symbolami), ale nieco większe. Krawędzie ramion krzyża nałożone były na najkrótsze promienie gwiazdy i zwieńczone srebrnymi kuleczkami.
Wstęga orderowa uszyta była z jedwabiu, miała wygląd szerokiej szarfy w kolorze jasnoniebieskim, z wąskimi paskami białymi wewnątrz i zielonymi wzdłuż jej krawędzi po bokach. Wieszana była z prawego ramienia do lewego boku. W najniższym punkcie wiązana była w węzeł, do którego mocowano odznakę za pomocą złotego pierścienia z wiszącym na nim kółeczkiem zawieszki. Wstążka odznaczenia miała taką samą kolorystykę i wiązana była na sposób francuski (np. tak jak przy orderze Legii Honorowej). W 1939 roku kolory zmieniono na żółty z jasnoniebieskimi szerokimi paskami wzdłuż bocznych krawędzi.
Łańcuch orderowy I klasy specjalnej miał wygląd podobny do łańcucha brytyjskiego Orderu Świętego Michała i Świętego Jerzego. Składał się z łańcucha, którego ogniwami były niewielkie pięcioramienne krzyże gwiaździste naprzemiennie ze złotymi tarczami, połączone za pomocą podwójnego rzędu złotego łańcuszka. W najniższym punkcie naszyjnika umieszczono dwa ustawione naprzeciwko siebie złote lwy, mające za sobą symbol wschodzącego słońca, stojące na tylnych łapach i trzymające Koronę Kiani w przednich. Poniżej lwów wieszano odznakę.